# De korrigans
De korrigans is een  stripverhaal uit de reeks van Jerom. Het hoort bij de "Groene Reeks (De gouden stuntman)" en de eerste druk is van 1972.

## Locaties
Dit verhaal speelt zich af op de volgende locaties:
- bos, huis van Foostus, grot van de korrigans, Morotari-burcht

## Personages
In dit verhaal spelen de volgende personages mee:
- Jerom, tante Sidonia, Odilon, professor Barabas, korrigans, de grote duisterling (koning der korrigans), Foostus, jager, grote boze wolf van roodkapje, boeren, president Arthur

## Het verhaal
Tijdens een vakantie worden de vrienden lastiggevallen door korrigans, dit zijn een soort kobolden en boze boskabouters. Jerom ziet 's nachts een hooiopper door de lucht vliegen en denkt dat hij een nachtmerrie heeft. De korrigans blijken echter toverkracht te hebben en houden 's nachts een rondedans. De grote duisterling zwaait met zijn scepter en zegt een toverspreuk op, waardoor Jerom gaat dansen. Jerom komt de volgende ochtend uitgeput terug bij de vrienden en vertelt wat er is gebeurd. Er komt een vreemde man bij de vrienden, die waarschuwt dat het evenwicht is verbroken. Professor Barabas denkt dat deze man weet hoe de kwelgeesten verslagen kunnen worden en Jerom en Odilon redden hem van een aanval door de korrigans. De man vertelt dat er witte en zwarte korrigans zijn, ze houden van koemelk en melken de koeien leeg. Odilon wordt door de korrigans meegenomen en de man vertelt dat er vaak mensenkinderen worden ontvoerd. 
Odilon wordt door de korrigans vertroeteld en hij vlucht samen met de grote duisterling weg als Jerom hem komt halen. Jerom verslaat de grote boze wolf en gaat terug naar zijn vrienden. Professor Barabas is samen met Foostus een geheim wapen aan het bereiden. Die nacht vallen de korrigans de vrienden aan en Foostus wordt bespoten met witte verf. Na het zien van de verf vluchten de korrigans weg. Er komen de volgende dag boze boeren, die Foostus beschuldigen van contact met de korrigans. Jerom kan ze verslaan en de tenten worden ingepakt. 
Er komt een boer met koeien op de plek en hij wordt vastgebonden. De koeien worden gemolken en de korrigans drinken de melk. Dan komen Jerom en Foostus en ze spuiten de korrigans wit. De zwarte korrigans vluchten nu ze wit zijn gemaakt en hierdoor is de list van Foostus geslaagd. Jerom grijpt een zwarte korrigan en de vrienden gaan met hem op weg naar Odilon. Odilon probeert te vluchten, maar Jerom kan hem deze keer grijpen. De grote duisterling verandert zich in een beer en de witte verf heeft geen invloed. Jerom kan de beer verslaan en Odilon heeft spijt van zijn gedrag. De vrienden nemen afscheid van Foostus en gaan naar de Morotari-burcht. Ze vertellen Arthur dat Odilon zich prima gedragen heeft.